# Begar, Sringeri
Begar là một làng thuộc tehsil Sringeri, huyện Chikmagalur, bang Karnataka, Ấn Độ.